# Хусейн ібн Насер
Хусейн ібн Насер (араб. حسين بن ناصر; 30 листопада 1902 — 1 травня 1982) — хашимітський принц і йорданський політик, двічі очолював уряд Йорданії.

## Життєпис
Після закінчення юридичного коледжу в Стамбулі вступив на державну службу в Іраку. Був особистим секретарем свого двоюрідного брата, короля Фейсала I. Від 1935 до 1938 року займав пост іракського аташе в Анкарі. У 1938-1942 роках обіймав посаду помічника начальника протоколу Міністерства закордонних справ, а від 1946 до 1948 року — Генерального консула в Єрусалимі.
Після цього ібн Насер перейшов на державну службу в Йорданії. Обіймав посади надзвичайного та повноваженого посла в Туреччині (1949—1950), повноважного міністра в Парижі (1950—1951), посла в Іспанії (1953—1961), міністра королівського двору (1963—1964), прем'єр-міністра (1963—1964 і 1967), сенатора Королівства Йорданія (1963—1964, 1969—1974).